# 1863

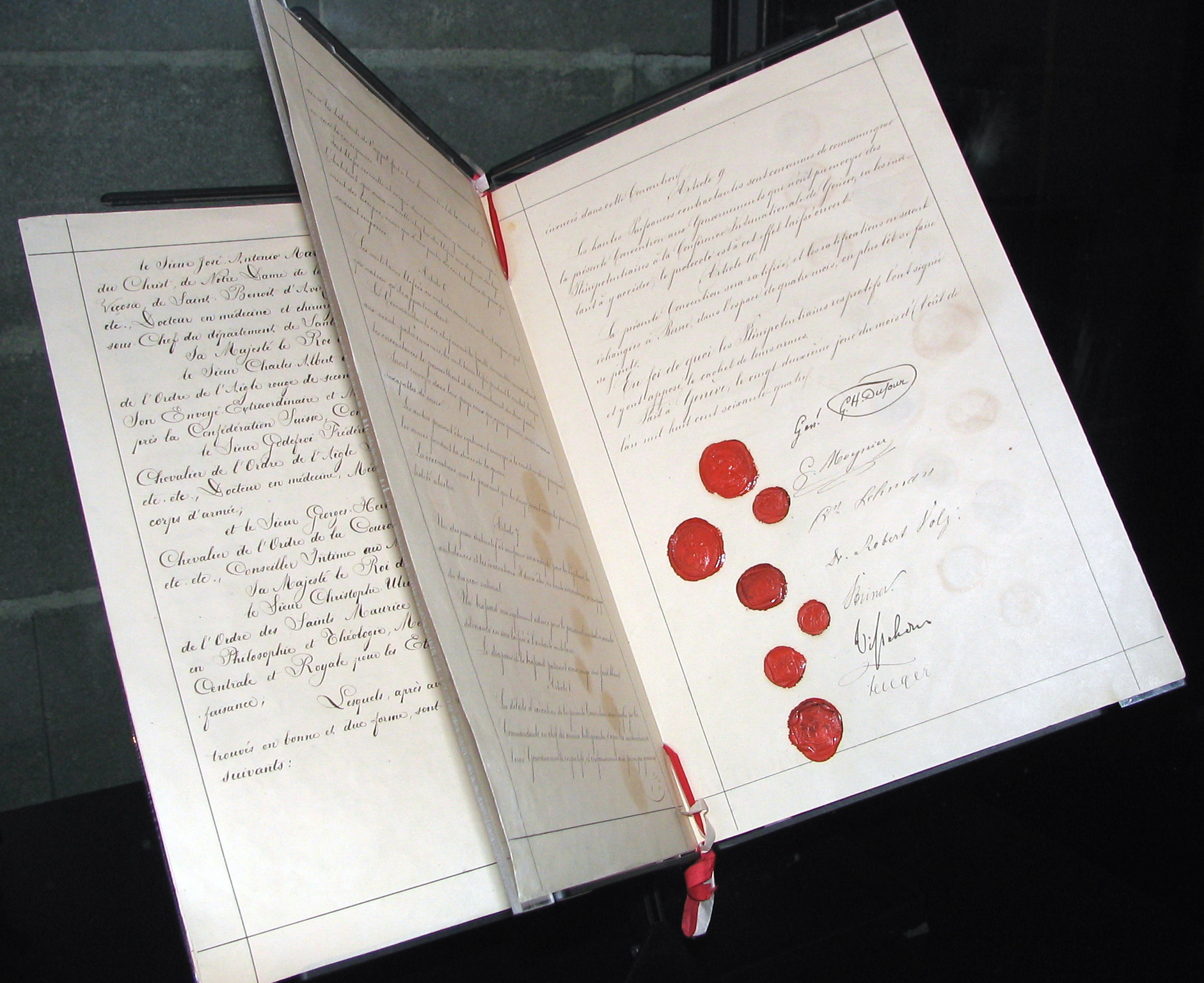
Documento original da primeira Convenção de Genebra, que daria lugar à Cruz Vermelha.

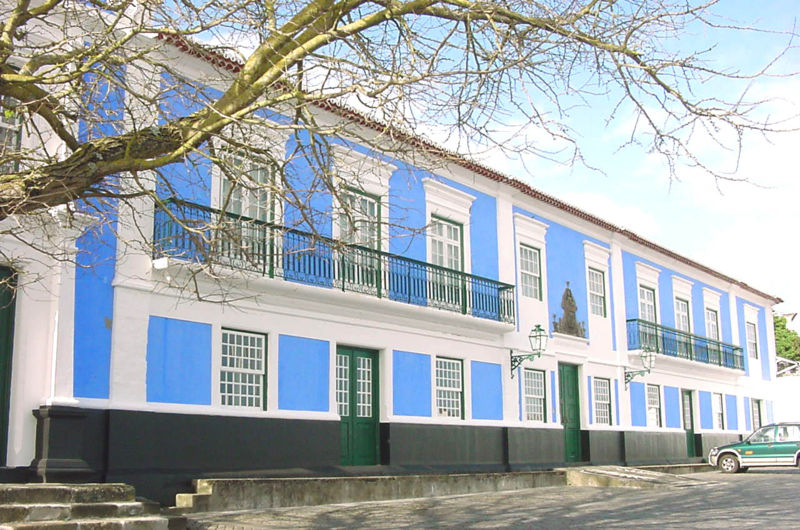
Solar da Madre de Deus, Angra do Heroísmo.

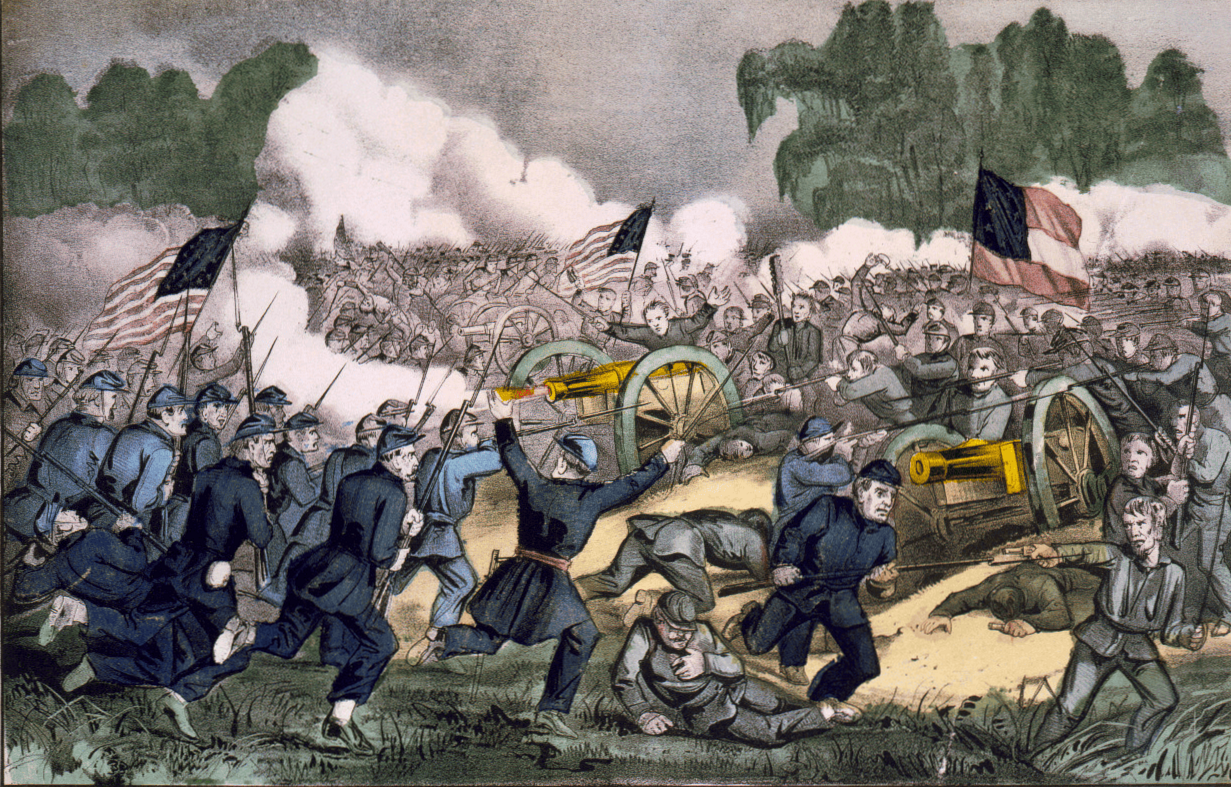
Batalha de Gettysburg.

- Wikisource

| Calendário gregoriano                                                        | 1863 MDCCCLXIII                      |
| Ab urbe condita                                                              | 2616                                 |
| Calendário arménio                                                           | 1312 – 1313                          |
| Calendário bahá'í                                                            | 19 – 20                              |
| Calendário budista                                                           | 2407                                 |
| Calendário chinês                                                            | 4559 – 4560 Início a 18 de fevereiro |
| Calendário copta                                                             | 1579 – 1580                          |
| Calendário etíope                                                            | 1855 – 1856                          |
| Calendários hindus - Vikram Samvat - Calendário nacional indiano - Cáli Iuga | 1918 – 1919 1784 – 1785 4963 – 4964  |
| Calendário Holoceno                                                          | 11863                                |
| Calendário islâmico                                                          | 1280 – 1281                          |
| Calendário judaico                                                           | 5623 – 5624                          |
| Calendário persa                                                             | 1241 – 1242 Início a 21 de março     |
| Calendário rúnico                                                            | 2113                                 |
| Calendário solar tailandês                                                   | 2406                                 |

1863 (MDCCCLXIII, na numeração romana)  foi um ano comum do século XIX do actual Calendário Gregoriano, da Era de Cristo, e a sua letra dominical foi D (53 semanas), teve início a uma quinta-feira e terminou também a uma quinta-feira.
| Ano completo                        |
| ----------------------------------- |
| Ano comum com início à quinta-feira |

## Eventos
- Reunião em Genebra do Comitê dos Cinco que criarão o Comitê Internacional da Cruz Vermelha
- O futebol é criado na Inglaterra.
- Publicação do jornal parisiense Le Petit Journal, diário publicado de 1863 a 1944.

### Janeiro
- 1 de janeiro — Guerra de Secessão: a Proclamação de Emancipação torna-se efetiva em todo o território confederado.
- 10 de janeiro - Abertura da primeira secção do Metro de Londres.

### Fevereiro
- 9 de fevereiro - O Comitê dos Cinco fundam a Cruz Vermelha Internacional.
- 18 de fevereiro - Naufrágio na Baía de Angra do Heroísmo das escunas Breeze e Run'her.
- 26 de fevereiro - Fundado a escola alemã em Campinas. (hoje Colégio Rio Branco).

### Abril
- 18 de abril - O município brasileiro de Limeira é elevado à categoria de cidade.

### Maio
- 19 de maio – Abolição do sistema de propriedade vinculada nos Açores.
- 21 de maio - A Igreja Adventista do Sétimo Dia foi criada formalmente em Battle Creek, Michigan, EUA - com uma adesão de 3500 membros (só nos EUA).
- 25 de maio - O Império do Brasil rompia relações com o Império Britânico durante a Questão Christie

### Junho
- 20 de junho - Virgínia Ocidental torna-se o 35º estado dos Estados Unidos.

### Julho
- 1 de julho - Keti Koti (Dia da Emancipação) no Suriname, marcando a abolição da escravatura pelos Países Baixos.
- 1 a 3 de julho - Batalha de Gettysburg, ponto de viragem da Guerra Civil Americana a favor da União.

### Setembro
- 10 de setembro – Elevação da Feteira, freguesia do concelho de Angra do Heroísmo a Curato.

### Outubro
- 2 de outubro - É criada a Medalha Militar portuguesa.
- 19 de outubro - Realização de uma exposição agrícola-industrial em Angra do Heroísmo, ilha Terceira.

### Eventos em andamento
- Guerra Civil Americana (1861–1865).

## Nascimentos
- 1 de janeiro - Barão Pierre de Coubertin, fundador do movimento Olímpico moderno (m. 1937)
- 12 de janeiro - Swami Vivekananda, líder religiosa Indiana (m. 1902)
- 14 de janeiro - Manuel de Oliveira Gomes da Costa, militar, político e presidente da República Portuguesa em 1926 (m. 1929).
- 16 de junho - Francisco León de la Barra, presidente interino do México em 1911 (m. 1939).
- 30 de julho - Henry Ford, industrial, norte-americano (m. 1947).
- 11 de agosto - Gaston Doumergue, presidente da França de 1924 a 1931 e primeiro-ministro de 1913 a 1914 e em 1934 (m. 1937).
- 1 de setembro - Francisco Vieira Pita, médico, professor e político português (m. 1947).
- 3 de setembro - Hans Aanrud, foi um narrador e dramaturgo norueguês, m. 1953.
- 13 de setembro - Arthur Henderson, pacifista, político britânico e Nobel da Paz 1934 (m. 1935)[1].
- 22 de setembro - Alexandre Yersin, bacteriologista suíço, descobridor do bacilo da peste (m. 1943).
- 28 de setembro - Rei Carlos I de Portugal (m. 1908)
- 8 de outubro - Catulo da Paixão Cearense, compositor, músico,escritor do Brasil. (m. 1946)
- 16 de outubro - Robert E. O. Speedwagon, empresário britânico e fundador da Fundação Speedwagon (m. 1952).
- 3 de novembro - Frederick Stally Milles, filho do duque Freddie Stally Milles escritor de biografias. (m. 1882)
- 3 de novembro - Gregório Stally Milles filho do duque Freddie Stally Milles irmão gêmeo do escritor de biografias Frederick Stally Milles (m. 1936)
- 19 de novembro - Borges de Medeiros, político brasileiro (m. 1961)
- 11 de dezembro - Annie Jump Cannon, astrónoma dos Estados Unidos (m. 1941)[2]

## Mortes
- 3 de março - Francisco Diogo Pereira de Vasconcelos, magistrado e político brasileiro (n. 1812).
- 7 de março - Sebastião do Rego Barros, militar, político e ministro da Guerra brasileiro (n. 1803).
- 20 de março - Octavio Fabricio Mossotti, físico, astrónomo e climatólogo italiano (n. 1791).
- 23 de março - William John Burchell, botânico e desenhista britânico (n. 1781).
- 30 de março - Auguste Bravais, físico francês que se notabilizou pelos seus trabalhos em cristalografia (n. 1811).
- 1 de abril - Jakob Steiner, matemático suíço (n. 1796).
- 14 de abril - Antônio Francisco de Paula de Holanda Cavalcanti de Albuquerque, militar, proprietário rural e político brasileiro (n. 1797).
- 16 de abril - Ferdinand Redtenbacher, engenheiro alemão, considerado o fundador da engenharia mecânica (n. 1809).
- 26 de abril - João Francisco Lisboa, político, escritor e jornalista brasileiro, patrono da Academia (n. 1812).
- 10 de maio - Stonewall Jackson, militar dos Estados Unidos, foi um dos principais oficiais das Forças Armadas confederadas durante a Guerra da Secessão (n. 1824).
- 28 de maio - William Temple, político dos Estados Unidos que foi governador do estado do Delaware (n. 1814).
- 1 de junho - Maximiliano José de Áustria-Este, príncipe de Módena e Reggio e arquiduque da Áustria (n. 1782).
- 11 de junho - Manuel do Monte Rodrigues de Araújo, político e teólogo brasileiro (n. 1798).
- 27 de julho - Luís Paulo de Araújo Bastos, primeiro barão com grandeza e visconde com grandeza de Fiais,[3] e político brasileiro (n. 1797).
- 24 de agosto - João Caetano, ator e encenador brasileiro (n. 1808).
- 28 de agosto - Eilhard Mitscherlich, químico alemão que descobriu isomorfismo e o polimorfismo dos cristais (n. 1794).
- 18 de novembro - August Beer, físico e matemático alemão (n. 1825).

## Por tema
- 1863 na arte
- 1863 no Brasil
- 1863 na ciência
- 1863 no desporto
- 1863 na literatura
- 1863 na música